# Amerikaanse presidentsverkiezingen 1900
De Amerikaanse presidentsverkiezingen van 1900 gingen net als vier jaar eerder tussen de Republikeinse kandidaat en zittend president William McKinley en de Democraat William Jennings Bryan.

## Nominaties
President William McKinley werd unaniem door de Republikeinse Partij aangewezen om een gooi te doen naar herverkiezing. Theodore Roosevelt werd de kandidaat voor het vicepresidentschap.
De enige tegenstand tegen Bryan in de Democratische Partij kwam van admiraal George Dewey, maar nadat deze zich had teruggetrokken uit de strijd werd Bryan eenvoudig aangewezen om het partijvaandel te dragen bij de verkiezingen. Zijn running mate was Adlai E. Stevenson.
De socialist Eugene V. Debs deed zijn eerste van in totaal 5 pogingen om president te worden.

## Presidentskandidaten

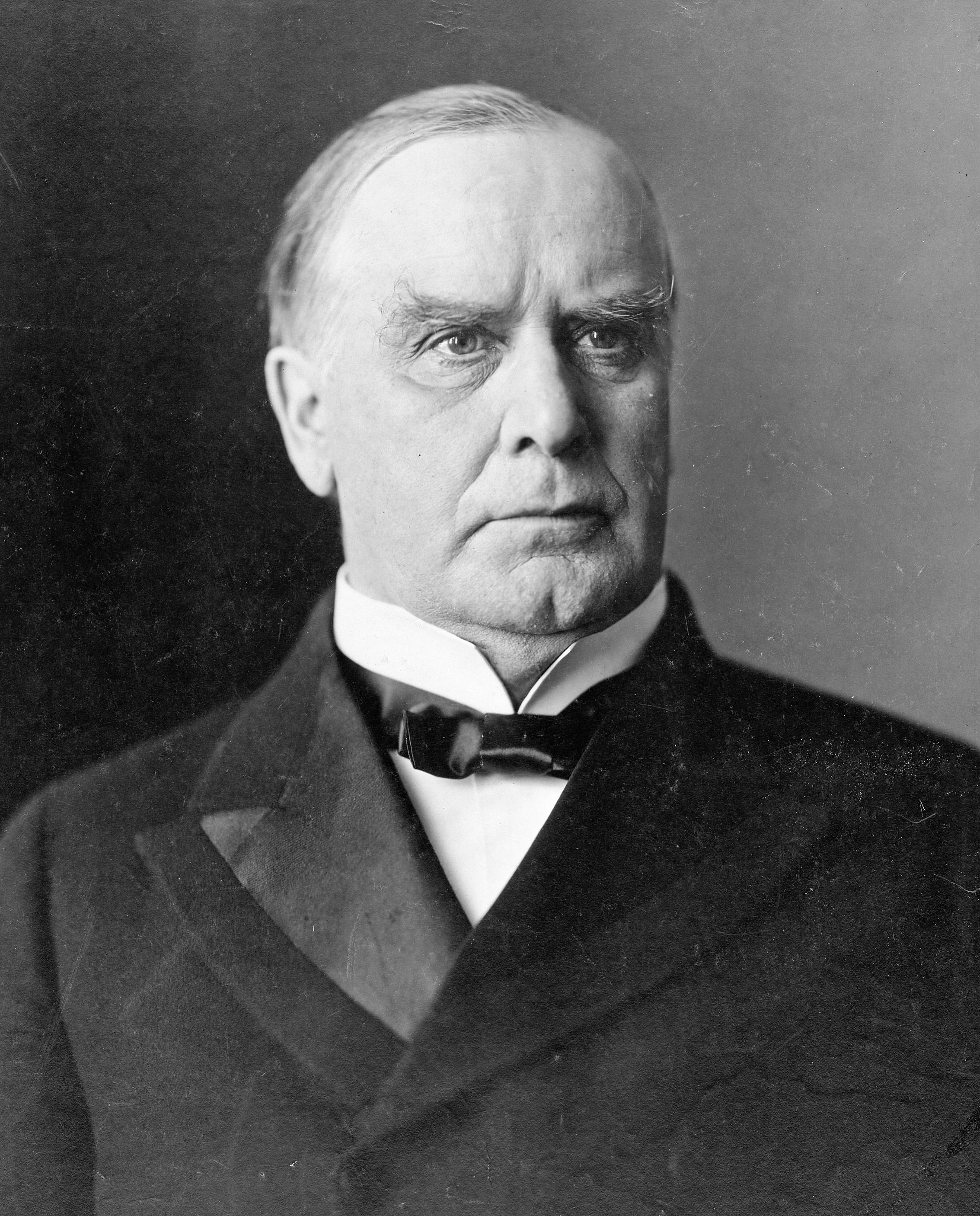
President William McKinley uit Ohio Republikeinse Partij
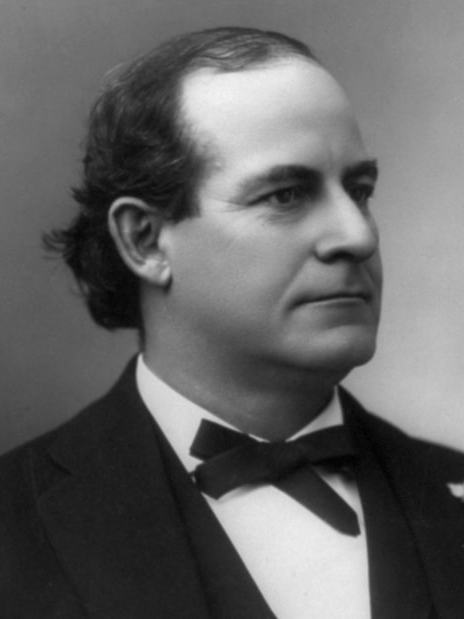
Voormalig Afgevaardigde William Jennings Bryan uit Nebraska Democratische Partij

### Vicepresidentskandidaten

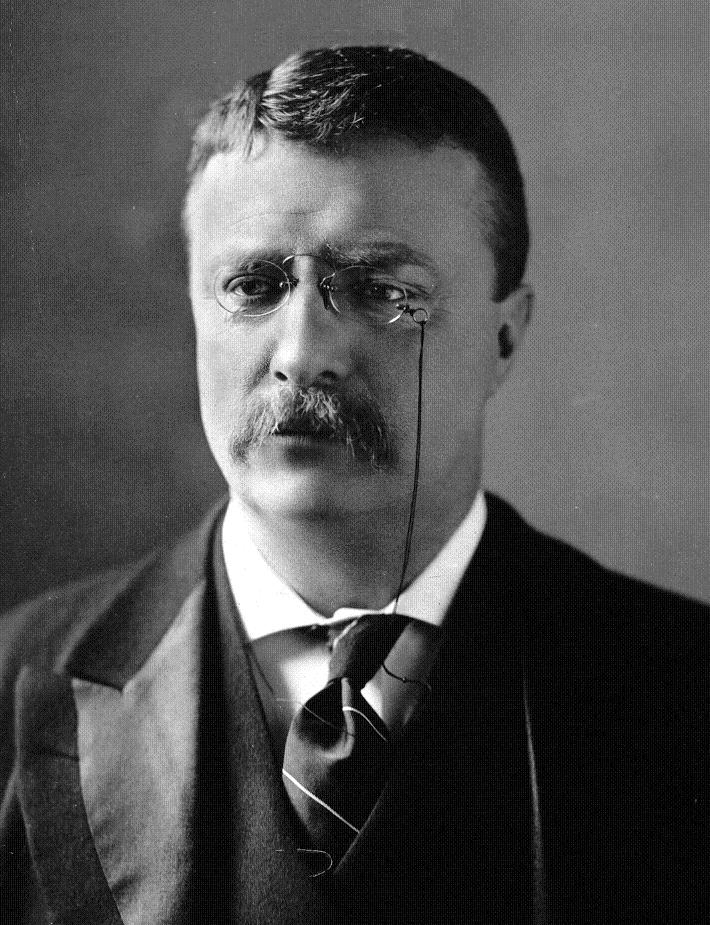
Gouverneur Theodore Roosevelt uit New York Republikeinse Partij
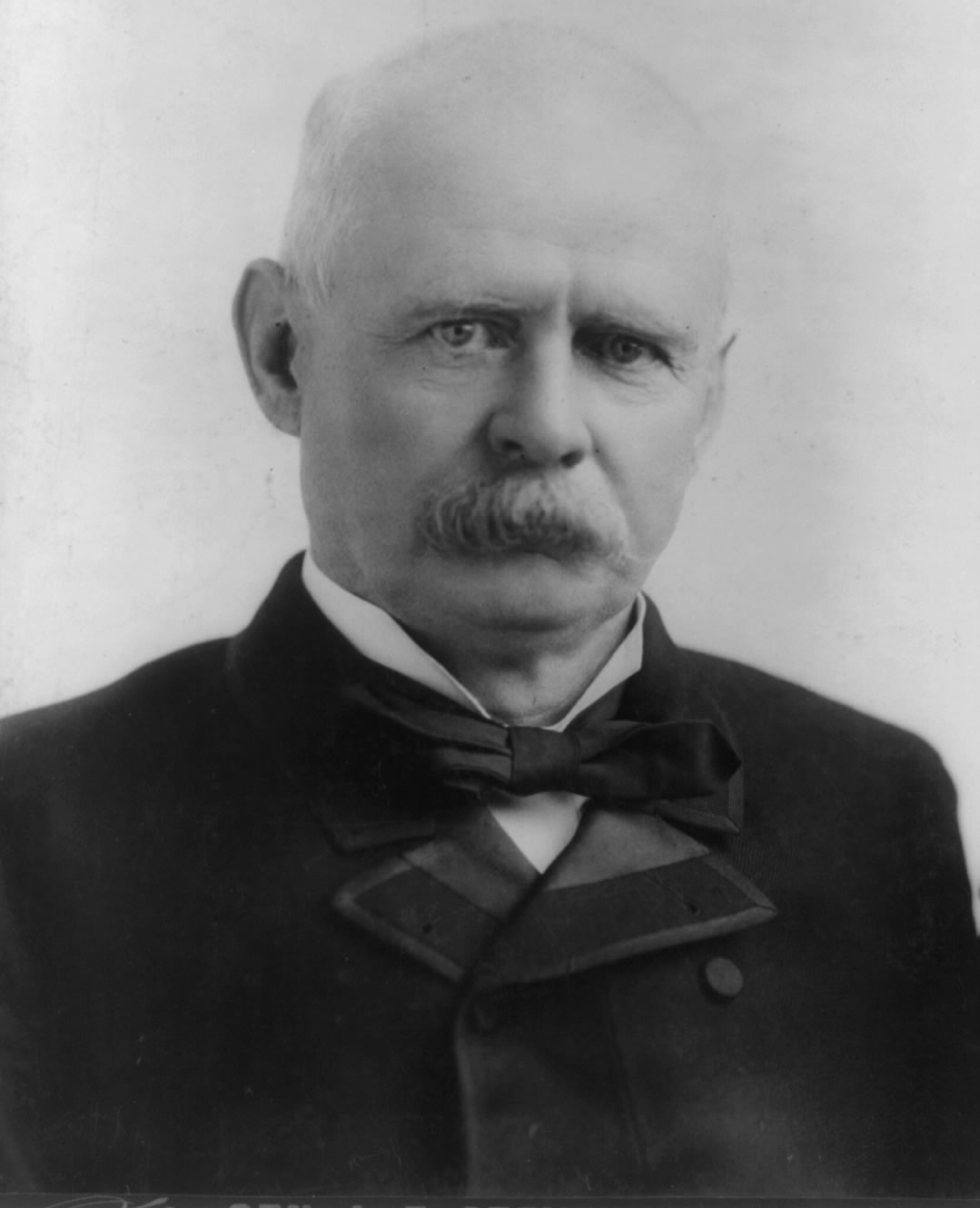
Voormalig Vicepresident Adlai Stevenson I uit Illinois Democratische Partij

## Campagne
De campagne was in zekere mate een herhaling van die van 1896 met Bryan die een op zilver gebaseerde munteenheid voorstond, terwijl McKinley handhaving van de gouden standaard bepleitte. De economie groeide gestaag aan het einde van de 19e eeuw hetgeen McKinleys positie verstevigde.

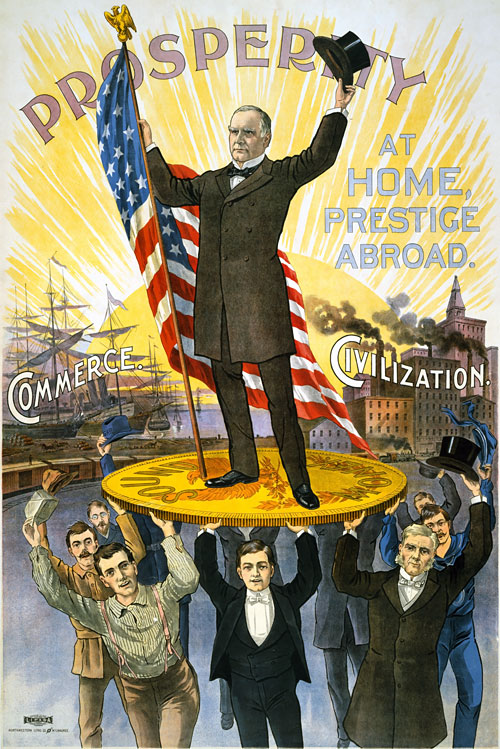
Verkiezingsaffiche van McKinley uit 1900

Op het gebied van buitenlandse zaken was de recent uitgevochten Spaans-Amerikaanse Oorlog en de nasleep ervan tevens een belangrijk thema in de campagne. De snelle overwinning en McKinleys keuze van oorlogsheld Teddy Roosevelt als zijn running mate vond meer gehoor dan Bryans anti-imperialisme.

## Uitslag
De gunstige economische toestand en de populariteit van de regering na de oorlog zorgde voor een eenvoudige zege voor de Republikeinse kandidaat. McKinley won zowel een groter aandeel stemmen als een ruimere marge in het kiescollege ten opzichte van 1896.
| Kandidaat              | Partij               | Stemmen    | Percentage | Kiesmannen | Running mate       |
| ---------------------- | -------------------- | ---------- | ---------- | ---------- | ------------------ |
| William McKinley       | Republikeinse Partij | 7.228.864  | 51,6%      | 292        | Theodore Roosevelt |
| William Jennings Bryan | Democratische Partij | 6.370.932  | 45,5%      | 155        | Adlai Stevenson I  |
| Overigen               |                      | 397.633    | 2,8%       | 0          |                    |
| TOTAAL                 |                      | 13.997.429 | 100%       | 447        |                    |